# 2011年澳門國際中心食店氣體爆炸事故
2011年澳門國際中心食店氣體爆炸事故是於2011年7月25日發生於澳門國際中心的石油氣爆炸事故，事件造成至少13人受傷，其中1人重傷，但經治理後情況回復穩定。

## 事件經過
2011年7月25日上午7時02分，消防接報馬六甲街國際中心一地面層飲食店舖廚房內發生爆炸，事件懷疑廚房石油氣洩漏引發爆炸，並且導致該食店內壁倒塌，毗鄰數間店鋪亦受損；意外波及金龍酒店，大門和玻璃均被震碎，酒店內有四人受傷，包括兩名客人和兩名職員；而一輛行經該路段的12路線的澳巴五洲龍中巴載有數十名乘客，爆炸的氣浪將巴士右邊尾部多個玻璃窗震至粉碎，車上有多名乘客被玻璃碎擊中受傷，巴士的車頭檔風玻璃亦震裂，巴士司機隨即將車剎停避免發生意外，另有兩輛停泊在金龍酒店門前的士，亦因受爆炸的氣浪波及受損。

## 傷者情況
根據消防局於2011年7月26日晚上發出的新聞稿，指該事故共有13人受傷，包括5男8女，其中1人被困瓦礫內，由消防員挖掘救出，傷勢較重，連同其餘7名輕傷傷者一併送山頂醫院救治，經初步調查懷疑由可燃氣體洩漏引致爆炸，懷疑由該店舖廚房內洩漏可燃氣體而引致爆炸。傷者當中，其中4男4女共8人需送院治理，包括1名受重傷的男性；另外3男4女共7人的手、腳和頭部被玻璃碎片所割受輕傷，其餘1男4女共5人經初步治理後自行離去。
而根據新聞局於2011年7月27日凌晨發出新聞稿的更新中，指經消防局初步調查，懷疑是因洩漏氣體引致本次事故。事件造成13人受傷，當中1名男性被困瓦礫內，由消防員挖掘救出，傷勢較重，連同其餘7名輕傷者一併送仁伯爵綜合醫院救治，其餘5人(1男4女)在現場接受初步護理後自行離去。8名送往醫院的傷者中，年齡介乎41至65歲，分別為4名男性和4名女性，當中包括3名女性澳門居民、1男1女韓國旅客、2名男性香港居民及1名中國大陸男性，全部被送往山頂醫院治理，其中7人的手、腳和頭部分別被玻璃碎片割傷，接受治療後已出院，另外1名年齡48歲的香港男傷者則因肋骨及腳骨骨折，目前需要留院觀察，情況穩定。
| 國籍                                                          | 男性 | 女性 |
| ------------------------------------------------------------- | ---- | ---- |
| 澳門                                                          |      | 3    |
|                                                               | 1    | 1    |
| 香港                                                          | 2    |      |
| 中国                                                          | 1    |      |
| 另外5名傷者拒絕送院，包括1名男性和4名女性，接受初步治療後離去 |      |      |

## 事後影響
事故發生後，新口岸區的電訊網絡受影響，外港客運碼頭通訊設備一度中斷，電腦售票暫停運作，一度改為人手售票，事故現場的道路一度需要封閉。澳門電訊表示，爆炸事故導致附近的一個主要交換機房嚴重損毀，受影響客戶約三千名，公司已隨即啟動緊急應變機制，包括即時調動其他通訊設施疏導有關通訊流量，務求盡快減低對客戶造成的影響，爭取三天內可還逐步恢復服務。澳電表示，爆炸亦波及電力公司設在附近的配電箱，導致該座共一百二十戶要停電。另外，在發生爆炸後，現場附近一帶亦短暫停電約三分鐘，共廿七幢大廈七百多戶受影響。
由於外港客運碼頭的通信網絡受到爆炸事故影響而中斷，港務局馬上啟動緊急應變機制，與碼頭管理公司及各船公司召開會議，要求船公司採取措施減低事故對市民和旅客的影響，包括改用人手處理售票服務、加派人員疏導旅客、使用無線網絡恢復部分服務等。碼頭維持正常通關，以及客船等整體服務大致正常，沒對其他市民和旅客造成較大影響。 
直至2011年7月27日凌晨，特區政府透過新聞局網站公佈，外港客運碼頭固網通信服務經搶修後基本恢復，電子船票、預售船票、信用卡繳費等服務亦同步回復正常。

## 反應

### 治安警察局
2011年7月26日下午，治安警察局召開記者會交待爆炸案最新情況，發言人表示經初步調查，爆炸懷疑是氣體洩漏引致，不涉及刑事成份。而其中一名傷重的香港人已渡過危險期，精神狀況良好。

### 行政長官
2011年7月26日晚上10時，時任行政長官崔世安到發生氣體氣體爆炸事故的食店現場進行視察，瞭解爆炸對周圍環境做成的影響，崔世安表示，特區政府高度關注事件，各部門會展開系列檢討工作，預防同類事件再發生。他指出，相關部門初步判定爆炸事件是由於氣體洩漏引起，傷者之中現在尚有一人需要留院治理，情況穩定，其餘人士經已出院他形容，現時最重要是處理善後工作。崔世安在回應記者提問時表示，特區政府會進一步調查爆炸事件的起因，並檢討目前相關工作的不足，同時更重要是作出一系列工作，預防同類型事件再發生。

### 政府跨部門新聞發佈會
另外，政府發言人辦公室於2011年7月26日晚上聯同10個部門舉行新聞發佈會，向傳媒報告爆炸事故的最新情況及介紹各項善後工作。當中時任民政總署管理委會主席譚偉文表示，一直注重食肆的巡查工作，並針對一些易發生問題的食肆，加強巡查；同時正與相關部門探討修訂法例的事宜。

### 社會人士和團體
爆炸事故發生後，多位立法議員和團體關注事件，他們均促請當局檢討燃氣安全措施去提高安全意識。其中直選議員關翠杏認為，國際中心地鋪爆炸事件反映當局需檢討使用燃氣的一系列安全措施。她認為現時政府、居民及商號使用燃料的安全意識薄弱，促請當局提高全澳安全意識，特別是使用相關器具的安全規定，加強定期巡查、維修及更換。議員何潤生則認為，警方調查後應向公眾披露完整結果，加強宣傳，讓居民及商戶注意遵守使用燃料安全守則。 澳門飲食業聯合商會副理事長馮健富相信是個別事件，反映人員專業知識不足。他又呼籲業界重新檢視石油氣設備，以及向廚房工作人員提供急切性和專門性培訓。 澳門公用事業關注協會則認為有急切需要改善使用者知識和責任感，政府有關部門的巡查監管力度亦值得商榷。 澳門特區政府的燃料安全委員指出，根據法律規定，若食店沒有設置防爆房，存放的燃料量不可多於4罐家用石油氣。

### 澳門論壇節目探討公共安全問題
2011年7月31日，澳廣視時事節目《澳門論壇》探討公共安全問題，主講嘉賓和市民都將目標均針對該事故引發的後續問題，當中直選議員陳偉智認為該事件不是意外，而是人為錯誤造成的不幸。而爆炸穹故同樣顯示政府部門的問題，早在2010年12月，民政總署已發現有關食店儲存過量的石油氣罐，只是開立卷宗進行罰款程序，只做「份內事」，沒有通知其他執行部門處理，最後導致爆炸。他認為，這些事件都反映出政府未能全力依法施政，以及政出多門、未能協調，值得反省。他希望政府各部門應完善協作機制及完善相關的法律法規。而另一直選議員麥瑞權認為市民安全意識亦出現問題，食店明知不能儲存過量的石油氣，但他們卻採取迴避問題的手法；他認為要透過改善教育制度去培養市民的公民意識。

### 立法議員提出書面質詢
2011年8月初，澳門立法會直選議員高天賜提出書面質詢，就事故現場涉及檢控違規儲存過量石油氣罐的行政程序問題，他質疑民署領導人及主要官員多年來沒有提出完善法律，嚴重缺乏危機意識。他要求交代主管官員是否應承擔大部分責任，以及會否因為部門疏忽，賠償受經濟損失的商戶。 

### 媒體反應
事故發生後，澳門電視台中文台於上午增加多節《特別新聞報道》節目報道最新情況，並在《午間新聞》節目採取現場報道與其中一位記者進行連線；而澳門電台中文頻道在正點新聞簡報和增設半點特別新聞報道採取電話連線方式報道最新情況，其中澳門電台中文頻道更轉播政府跨部門記者會報道有關最新情況。多間媒體包括香港的Now新聞、已結束免費電視牌照營運的亞洲電視、香港商業電台及紙媒文匯報等，台灣媒體自由時報，以及澳門本地多間葡萄牙語傳媒和英語傳媒均報道本次事故。澳門多間報紙傳媒包括正報、澳門日報及新華澳報等以頭版刊登本次事故。

## 後續處理及跟進
2011年7月27日，爆炸事故發生後，工務局隨即派員趕赴現場，根據初步檢查，樓宇結構安全，有關地舖內的非承重構件如磚牆和玻璃等損毀嚴重，但不影響樓宇整體結構。由於店舖外牆傾側和扭曲變形，有倒塌危險，因此，現場及周邊範圍仍然需要封鎖。
2011年7月29日，土地工務運輸局繼續與相關部門協調各專營公司，全力搶修國際中心的公共設施和跟進善後工作。包括電訊服務及臨時電力供應經已恢復，澳門自來水已接駁了臨時供水管道，待臨時排污管道接駁後，將進行供水及排污系統測試。
2011年8月1日，通過對大廈水質進行了物理測試，初步結果顯示水質物理參數符合政府規定，決定對該大廈恢復非飲用水的供應，初步紓緩住戶對用水的需要。土地工務運輸局聯同自來水公司先前於7月30日測試了國際中心水泵設施，管理公司於7月31日清洗了大廈水箱，注水後於下午抽取水樣本化驗。
2011年8月5日下午，民眾建澳聯盟理事長施家倫和大廈事務諮詢委員會主任歐陽廣球等，陪同國際中心八名商戶代表及管理公司代表前往房屋局，商戶代表表示在爆炸事故發生後，公共設施受到破壞。他們這次拜訪房屋局，是希望政府能幫助商戶成立業主會，然後透過業主會向當局申請大廈公共部份的維修基金，以便對大廈共同部份進行維修，使受影響的商戶能盡快恢復正常營業。而房屋局代表呼籲大廈業主召開業主大會，籌組管理委員會，解決維修問題。商戶代表表示主要是了解業主大會如何召開，維修方面業主如何承擔責任及攤分，以及政府有關維修基金可否幫到他們。
2011年8月16日，事故發生後三星期，澳電維持以臨時供電方式向國際中心恢復供電，澳電電力客戶諮詢委員會副主席阮毓明表示，由於仍有三分二業主未能聯繫，阻礙業主籌集資金恢復永久供電，也影響澳電恢復永久供電，澳電將繼續與律師、業主代表商討恢復永久問題。 至上週與國際中心業主會磋商恢復永久供電時仍未有結果，希望業主盡快達成恢復永久供電方案共識，澳電亦將會繼續與國際中心業主會及律師研究，如何恢復永久供電及追收款項。
2011年8月29日下午，政府跨部門與澳門國際中心的管理公司和業主見面，協調和跟進爆炸事故之善後工作，會議上，管理公司承諾將採取臨時和緊急措施解決積水和衛生問題後，政府人員將對該大廈的排水系統再作進一步的檢測，協助該大廈小業主和管理公司解決長期衍生的積水問題，衛生部門亦同時進行清毒及滅蚊工作。

## 處罰及巡查
2011年8月26日，民政總署表示，已完成肇事食店因石油氣儲存違規的檢控處罰程序，並發出罰單，聲言不會讓違法者逃避應有的法律責任，唯該名店東至今仍「下落不明」。時任民署管委會代主席李偉農在記者會上表示，署方已完成對該店的控訴及處罰程序，向店東發出處罰決定通知，稱「我們是不會給相關的責任人，逃避應有的法律責任」，唯他始終未有正面回應找到當事人沒有。有傳媒質疑當局連負責人也找不著，要如何追究責任？李偉農指出，當涉及罰款或一些行政責任的情況下，現時可依法透過稅收去強制執行有關處罰措施。事故發生後已組成跨部門聯合小組，在連續十多天內巡查三百多家黑名單當中的四十六間食肆，發現有十六家存放過量石油氣或爐具設備老化，並在九間覆查中，仍有三間未改善，已被檢控。被問到會否要求對方即時停業整頓，避免事件再發生，李偉農則指每個案件客觀情況不同，若有即時危險會即時勒令關門，但如果是潛在風險的，則會給幾小時或一、兩天的一段不會太長的「合理時間」，讓商戶自行改善。 小組亦已去信全澳一千五百多間食肆，呼籲他們自律，遵守相關規章，維護好公共消防安全。

## 爆炸事件十年後再探討
2021年8月19日，澳門地區發展促進會舉辦“國際中心爆炸十周年回顧座談會”，探討國際中心治安、衛生和安全問題。其中該促進會會長陳德勝表示，爆炸事故是由於管理不善及法律滯後而造成的，他希望政府必須推動大廈管理相關法律的立法修法工作，並優化法案質量及可以操作性。而理事長高勝文轉述居民意見表示，爆炸事件後居民仍心有餘悸，但國際中心罪案及治安問題非常嚴重，居民求助無門。他希望透過該會去改善國際中心居民的需求，包括治安、衛生等相關問題。會上，居民代表和業主會代表均感謝各方多年來的積極和努力，改變國際中心的命運，居民所反映的問題亦得到該團體的協調處理和儘快改善並作出跟進，各業主對該團體深感欣慰與表示讚賞。

## 其他同類事故
- 1998年澳門東湖海鮮酒家爆炸事件
- 2018年澳門黑沙環百利新邨食店氣體爆炸事故 （包括同年10月於內港一食店發生的同類事故，被傳媒形容為7月百利新邨氣爆事故的翻版）